# Saison 2014-2015 des Suns de Phoenix
La saison 2014-2015 des Suns de Phoenix est la 47e saison de la franchise au sein de la NBA.

## Draft
| Tour | Choix | Joueur            | Poste | Nationalité | Provenance           |
| ---- | ----- | ----------------- | ----- | ----------- | -------------------- |
| 1    | 14    | T. J. Warren      | SF    | États-Unis  | North Carolina State |
| 1    | 18    | Tyler Ennis       | PG    | Canada      | Syracuse             |
| 1    | 27    | Bogdan Bogdanović | SG    | Serbie`     | Partizan Belgrade    |
| 2    | 50    | Alec Brown        | C     | États-Unis  | Wisconsin–Green Bay  |

## Classements
| Conférence Ouest | Conférence Ouest                | Conférence Ouest | Conférence Ouest | Conférence Ouest | Conférence Ouest | Conférence Ouest | Conférence Ouest |
| No               | Franchise                       | Vic.             | Def.             | MJ               | MR               | % V/D            | RV               |
| ---------------- | ------------------------------- | ---------------- | ---------------- | ---------------- | ---------------- | ---------------- | ---------------- |
| 1                | Warriors de Golden State        | 67               | 15               | 82               | 0                | 81,7%            | -                |
| 2                | Rockets de Houston              | 56               | 26               | 82               | 0                | 68,3%            | 11               |
| 3                | Clippers de Los Angeles         | 56               | 26               | 82               | 0                | 68,3%            | 11               |
| 4                | Trail Blazers de Portland¹      | 51               | 31               | 82               | 0                | 62,2%            | 16               |
| 5                | Grizzlies de Memphis            | 55               | 27               | 82               | 0                | 67,1%            | 12               |
| 6                | Spurs de San Antonio T          | 55               | 27               | 82               | 0                | 67,1%            | 12               |
| 7                | Mavericks de Dallas             | 50               | 32               | 82               | 0                | 61,0%            | 17               |
| 8                | Pelicans de La Nouvelle-Orléans | 45               | 37               | 82               | 0                | 54,9%            | 22               |
|                  |                                 |                  |                  |                  |                  |                  |                  |
| 9                | Thunder d'Oklahoma City         | 45               | 37               | 82               | 0                | 54,9%            | 22               |
| 10               | Suns de Phoenix                 | 39               | 43               | 82               | 0                | 47,6%            | 28               |
| 11               | Jazz de l'Utah                  | 38               | 44               | 82               | 0                | 46,3%            | 29               |
| 12               | Nuggets de Denver               | 30               | 52               | 82               | 0                | 36,6%            | 37               |
| 13               | Kings de Sacramento             | 29               | 53               | 82               | 0                | 35,4%            | 38               |
| 14               | Lakers de Los Angeles           | 21               | 61               | 82               | 0                | 25,6%            | 46               |
| 15               | Timberwolves du Minnesota       | 16               | 66               | 82               | 0                | 19,5%            | 51               |

| Division Pacifique       | V  | D  | MJ | % V/D | GB | Dom   | Ext   | Div  | Conf  |
| ------------------------ | -- | -- | -- | ----- | -- | ----- | ----- | ---- | ----- |
| Warriors de Golden State | 67 | 15 | 82 | 81,7% | -  | 39-2  | 28-13 | 13-3 | 42-10 |
| Clippers de Los Angeles  | 56 | 26 | 82 | 68,3% | 11 | 30-11 | 26-15 | 12-4 | 37-15 |
| Suns de Phoenix          | 39 | 43 | 82 | 47,6% | 28 | 22-19 | 17-24 | 6-10 | 21-31 |
| Kings de Sacramento      | 29 | 53 | 82 | 35,4% | 38 | 18-23 | 11-30 | 7-9  | 18-34 |
| Lakers de Los Angeles    | 21 | 61 | 82 | 25,6% | 46 | 12-29 | 9-32  | 2-14 | 9-43  |

## Effectif
| Suns de Phoenix Effectif 2014-2015 |    |                        |                  |                      |
| Entraîneur : Jeff Hornacek         |    |                        |                  |                      |
| Pivot                              | 30 | Drapeau des États-Unis | Earl Barron      | Memphis              |
| Meneur                             | 2  | Drapeau des États-Unis | Eric Bledsoe (C) | Kentucky             |
| Arrière                            | 25 | Drapeau des États-Unis | Reggie Bullock   | North Carolina       |
| Arrière                            | 20 | Drapeau des États-Unis | Archie Goodwin   | Kentucky             |
| Ailier                             | 22 | Drapeau des États-Unis | Danny Granger    | New Mexico           |
| Arrière                            | 14 | Drapeau des États-Unis | Gerald Green     | Gulf Shores Academy  |
| Meneur                             | 3  | Drapeau des États-Unis | Brandon Knight   | Kentucky             |
| Pivot                              | 21 | Drapeau de l'Ukraine   | Alex Len         | Maryland             |
| Meneur                             | 8  | Drapeau des États-Unis | Jerel McNeal     | Marquette            |
| Ailier                             | 15 | Drapeau des États-Unis | Marcus Morris    | Kansas               |
| Ailier fort                        | 11 | Drapeau des États-Unis | Markieff Morris  | Kansas               |
| Arrière                            | 23 | Drapeau des États-Unis | Marcus Thornton  | LSU                  |
| Ailier                             | 17 | Drapeau des États-Unis | P. J. Tucker     | Texas                |
| Ailier                             | 12 | Drapeau des États-Unis | T. J. Warren     | North Carolina State |
| Ailier fort                        | 32 | Drapeau des États-Unis | Brandan Wright   | North Carolina       |
| (C) - Capitaine, Blessé            |    |                        |                  |                      |

### Salaires
| Joueur          | Salaire     |
| --------------- | ----------- |
| Eric Bledsoe    | $13,000,000 |
| Marcus Thornton | $8,697,500  |
| P. J. Tucker    | $5,700,000  |
| Brandan Wright  | $5,000,000  |
| Alex Len        | $3,649,920  |
| Brandon Knight  | $3,553,917  |
| Gerald Green    | $3,500,000  |
| Markieff Morris | $3,153,860  |
| Marcus Morris   | $3,105,301  |
| Danny Granger   | $2,100,000  |
| T. J. Warren    | $1,953,120  |
| Reggie Bullock  | $1,200,720  |
| Archie Goodwin  | $1,112,200  |
| Earl Barron     | $390,063    |
| Jerel McNeal    | $59,686     |
| TOTAL           | $56,176,287 |

## Statistiques
| Joueur            | MJ | MC | MPG  | FG%  | 3P%  | FT%   | RPG | APG | SPG | BPG | PPG  |
| ----------------- | -- | -- | ---- | ---- | ---- | ----- | --- | --- | --- | --- | ---- |
| Earl Barron       | 16 | 1  | 8.9  | .308 | .500 | .500  | 1.8 | 0.3 | .3  | .1  | 2.0  |
| Eric Bledsoe      | 81 | 81 | 34.6 | .447 | .324 | .800  | 5.2 | 6.1 | 1.6 | .6  | 17.0 |
| Reggie Bullock*   | 11 | 0  | 6.8  | .063 | .000 | .500  | 0.9 | 0.2 | .1  | .2  | 0.4  |
| Seth Curry        | 2  | 0  | 4.0  | .000 | .000 | .     | 1.0 | 0.5 | .0  | .0  | 0.0  |
| Goran Dragić*     | 52 | 52 | 33.4 | .501 | .355 | .746  | 3.6 | 4.1 | 1.0 | .2  | 16.2 |
| Zoran Dragić*     | 6  | 0  | 2.2  | .250 | .000 | .667  | 0.5 | 0.2 | .0  | .0  | 1.0  |
| Tyler Ennis*      | 8  | 0  | 7.3  | .429 | .333 | 1.000 | 0.9 | 1.8 | .0  | .3  | 2.8  |
| Archie Goodwin    | 41 | 2  | 13.0 | .393 | .293 | .735  | 1.8 | 1.1 | .4  | .2  | 5.6  |
| Gerald Green      | 74 | 4  | 19.5 | .416 | .354 | .825  | 2.5 | 1.2 | .6  | .2  | 11.9 |
| Brandon Knight*   | 11 | 9  | 31.5 | .357 | .313 | .828  | 2.1 | 4.5 | .5  | .1  | 13.4 |
| Alex Len          | 69 | 44 | 22.0 | .507 | .333 | .702  | 6.6 | 0.5 | .5  | 1.5 | 6.3  |
| Jerel McNeal      | 6  | 0  | 6.0  | .273 | .500 | 1.000 | 0.5 | 0.3 | .5  | .2  | 1.5  |
| Marcus Morris     | 81 | 35 | 25.2 | .434 | .358 | .628  | 4.8 | 1.6 | .8  | .2  | 10.4 |
| Markieff Morris   | 82 | 82 | 31.5 | .465 | .318 | .763  | 6.2 | 2.3 | 1.2 | .5  | 15.3 |
| Miles Plumlee*    | 54 | 28 | 18.6 | .549 | .    | .500  | 5.1 | 0.5 | .6  | 1.0 | 4.3  |
| A.J. Price*       | 5  | 0  | 8.8  | .214 | .000 | .     | 0.6 | 1.2 | .0  | .0  | 1.2  |
| Shavlik Randolph* | 16 | 0  | 6.3  | .240 | .000 | .500  | 1.6 | 0.2 | .3  | .1  | 1.1  |
| Isaiah Thomas*    | 46 | 1  | 25.7 | .426 | .391 | .872  | 2.4 | 3.7 | 1.0 | .1  | 15.2 |
| Marcus Thornton*  | 9  | 0  | 9.0  | .325 | .105 | .800  | 1.4 | 0.2 | .7  | .0  | 3.6  |
| Anthony Tolliver* | 24 | 0  | 11.3 | .351 | .387 | .667  | 1.8 | 0.4 | .2  | .0  | 3.3  |
| P. J. Tucker      | 78 | 63 | 30.6 | .438 | .345 | .727  | 6.4 | 1.6 | 1.4 | .3  | 9.1  |
| T.J. Warren       | 40 | 1  | 15.4 | .528 | .238 | .737  | 2.1 | 0.6 | .5  | .2  | 6.1  |
| Brandan Wright*   | 40 | 7  | 21.5 | .580 | .000 | .667  | 4.9 | 0.6 | .8  | 1.2 | 7.0  |

* – Stats avec les Suns

## Transactions

### Transferts
| 11 juillet  | Vers Phoenix Suns Isaiah Thomas (sign and trade) | Vers Sacramento Kings Alex Oriakhi $7 Million Traded Player Exception |
| 24 décembre | Vers Phoenix Suns Tony Mitchell | Vers Detroit Pistons Anthony Tolliver |
| 9 janvier   | Vers Phoenix Suns Brandan Wright | Vers Boston Celtics Second tour de draft 2016 (de Minnesota) Second tour de draft 2017 (de Minnesota) Trade Exception                                                                           |
| 15 janvier  | Échange à trois équipes | Échange à trois équipes |
| 15 janvier  | Vers Los Angeles Clippers Austin Rivers (de Boston) | Vers Boston Celtics Shavlik Randolph (de Phoenix) Chris Douglas-Roberts (de L.A. Clippers) Second tour de draft 2017 (de L.A. Clippers) $2.4 Million Traded Player Exception (de L.A. Clippers) |
| 15 janvier  | Vers Phoenix Suns Reggie Bullock (de L.A. Clippers) | |
| 19 février  | Échange à sept équipes | Échange à sept équipes |
| 19 février  | Vers Phoenix Suns Brandon Knight (de Milwaukee) Marcus Thornton (de Boston) Danny Granger (de Miami) John Salmons (de New Orleans) Kendall Marshall (de Milwaukee) Premier tour de draft 2016 (de Cleveland via Boston) Premier tour de draft protégé 2018 (de Miami) Premier tour de draft 2021 (de Miami) $5.5 Million Traded Player Exception (de Miami) | Vers Miami Heat Goran Dragić (de Phoenix) Zoran Dragić (de Phoenix) |
| 19 février  | Vers Milwaukee Bucks Tyler Ennis (de Phoenix) Miles Plumlee (de Phoenix) Michael Carter-Williams (de Philadelphia) | Vers Boston Celtics Isaiah Thomas (de Phoenix) Jonas Jerebko (de Detroit) Luigi Datome (de Detroit)                                                                                             |
| 19 février  | Vers Philadelphia 76ers Premier tour de draft 2018 (de L.A. Lakers via Phoenix) | Vers Detroit Pistons Tayshaun Prince (de Boston) |
| 19 février  | Vers New Orleans Pelicans Norris Cole (de Miami) Shawne Williams (de Miami) Justin Hamilton (de Miami) Compensation financière (de Miami) | |

### Arrivées
| Joueur           | Ancienne équipe                |
| ---------------- | ------------------------------ |
| Isaiah Thomas    | Sacramento Kings               |
| Anthony Tolliver | Charlotte Hornets              |
| Zoran Dragić     | Club Baloncesto Unicaja Málaga |

### Départs
| Joueur                     | Nouvelle équipe                         |
| -------------------------- | --------------------------------------- |
| Bogdan Bogdanović          | Fenerbahçe SK                           |
| Channing Frye              | Orlando Magic                           |
| Ishmael "Ish" Smith        | Houston Rockets                         |
| Dionte Christmas           | New Orleans Pelicans                    |
| Leandro Barbosa            | Golden State Warriors                   |
| Alec Brown                 | Obradoiro Clube de Amigos do Baloncesto |
| Chukwuemeka "Emeka" Okafor | Philadelphia 76ers                      |
| Tony Mitchell              | Atléticos de San Germán                 |
| Kendall Marshall           | Philadelphia 76ers                      |
| John Salmons               | Retraite                                |